# ヴァルフロリアーナ
ヴァルフロリアーナ（イタリア語: Valfloriana）は、イタリア共和国トレンティーノ＝アルト・アディジェ州トレント自治県にある、人口約500人の基礎自治体（コムーネ）。

## 地理

### 位置・広がり
トレント自治県北東部に位置するコムーネ。ヴァル・ディ・フィエンメの中心地であるカヴァレーゼから西南西へ10km、県都トレントから北東へ26km、ボルツァーノから南へ28kmの距離にある。

#### 隣接コムーネ
隣接するコムーネは以下の通り。括弧内のBZはボルツァーノ自治県所属を示す。
- アンテリーヴォ (BZ)
- バゼルガ・ディ・ピネ
- カプリアーナ
- カステッロ＝モリーナ・ディ・フィエンメ
- ローナ＝ラーゼス
- ソヴェール
- テルヴェ

## 行政

### 分離集落
ヴァルフロリアーナには、以下の分離集落（フラツィオーネ）がある。
- Barcatta, Casanova, Casatta (sede comunale), Dorà, Montalbiano, Palù, Pozza, Pradel, Sicina, Valle, Villaggio

### Comunità di valle
トレント自治県が設置した広域行政組織 Comunità di valle 「ヴァル・ディ・フィエンメ」 (it:Comunità territoriale della Val di Fiemme)  （事務所所在地: カヴァレーゼ）に属する。